# Конрад фон Хоенлое
Конрад фон Хоенлое (на немски: Konrad von Hohenlohe; * пр. 1245; † сл. 1251) е господар на Хоенлое-Браунек-Нойхауз (fl. 1245 – 1251).

## Произход
Той е вторият син на граф Конрад фон Хоенлое-Браунек-Романя (ок. 1192 – 1249) и съпругата му Петриса фон Бюдинген (ок. 1194 – сл. 1249), наследничка във Ветерау, дъщеря на Герлах II фон Бюдинген (ок. 1157 – 1245) и Мехтилд фон Цигенхайн († 1229). Внук е на Хайнрих фон Вайкерсхайм-Хоенлое († сл. 1212) и Аделхайд фон Гунделфинген († сл. 1230). Брат е на Хайнрих I († 1267/1268), господар на Браунек-Нойхауз, Хоенлое-Халтенбергщетен (1249 – 1268), Готфрид I/II (* 1232; † 1312), господар на Хоенлое-Браунек-Браунек (1249/1273 – 1306/1312), Андреас фон Браунек († 1249, свещеник във Вюрцбург 1245), и на Мехтилд фон Хоенлое-Браунек († 1293), омъжена за пфалцграф Конрад фон Тюбинген († 1253), 1253 г. за Рупрехт II фон Дурн († 1306).
След смъртта на баща му (1249) фамилията се разделя на Хоенлое-Халтенбергщетен и Хоенлое-Браунек-Нойхауз.

## Фамилия
Конрад фон Хоенлое се жени за жена фон Тек († между 26 юли 1290 – 28 септември 1290), дъщеря на херцог Конрад I фон Тек. Те имат един син:
- Конрад фон Хоенлое-Браунек-Тек (* пр. 1259; † между 26 юли 1290 – 28 септември 1290), женен за Хедвиг/Берта фон Цигенхайн († сл. 1283), дъщеря на граф Готфрид V фон Цигенхайн, фогт на Фулда († 1271/1273) и Хедвиг фон Кастел († сл. 1291)